# 圣马丁-德尔卡斯塔尼亚尔
圣马丁-德尔卡斯塔尼亚尔（西班牙語：San Martín del Castañar）是西班牙卡斯蒂利亚-莱昂萨拉曼卡省的一个市镇。 总面积16平方公里，总人口285人（2001年），人口密度18人/平方公里。